# 제2차 가쓰라 내각
제2차 가쓰라 내각(일본어: 第2次桂内閣)은 육군대장, 군사참의관 가쓰라 다로가 제13대 내각총리대신으로 임명되어, 1908년 7월 14일부터 1911년 8월 30일까지 존재한 일본의 내각이다.

## 재직 기간
- 1908년(메이지 41년) 7월 14일 ~ 1911년(메이지 44년) 8월 30일
- 재직 일수 : 1143일

## 개요
제2차 가쓰라 내각은 1908년(메이지 41년) 7월 12일에 대명각하의 명을 받은 가쓰라 다로가 내각총리대신과 대장대신을 겸직하여 발족하였다. 보신 조서에 의한 풍기 단속과 동시에 사회주의 운동의 탄압, 대역 사건(고토쿠 사건)의 적발과 남북조 정윤 문제에의 개입, 출판물의 단속 강화를 실시하였다. 또한, 철저한 긴축 재정과 함께 지방 개량 운동을 일으켜 지방의 재건을 도모하였다. 외교에서는 한국 병합, 관세자주권 회복을 위한 조약 개정 등을 통하여 일본의 국제적 지위 향상에 노력하였다. 대역 사건에 대한 책임 추궁이 높아지자 입헌정우회와의 ‘정의투합’을 선언하고, 은밀하게 사이온지 긴모치에게 정권 양도를 약속하였다. 조약 개정의 종료를 기회로 사이온지에게로의 정권 양도를 결단하여 내각은 총사직하였다.

## 인사

### 국무대신
| 직책         | 대수 | 성명                | 성명 | 주요 경력     | 재직 기간                         | 비고      |
| ------------ | ---- | ------------------- | ---- | ------------- | --------------------------------- | --------- |
| 내각총리대신 | 13   | 가쓰라 다로         |      | 공작·육군대장 | 1908년 7월 14일 ~ 1911년 8월 30일 |           |
| 외무대신     | 22   | 데라우치 마사타케   |      | 백작·육군대장 | 1908년 7월 14일 ~ 1908년 8월 26일 | 임시 겸직 |
| 외무대신     | 23   | 고무라 주타로       |      | 후작          | 1908년 8월 27일 ~ 1911년 8월 30일 |           |
| 내무대신     | 26   | 히라타 도스케       |      | 자작          | 1908년 7월 14일 ~ 1911년 8월 30일 |           |
| 대장대신     | 13   | 가쓰라 다로         |      | 공작·육군대장 | 1908년 7월 14일 ~ 1911년 8월 30일 | 겸직      |
| 육군대신     | 17   | 데라우치 마사타케   |      | 백작·육군대장 | 1908년 7월 14일 ~ 1911년 8월 30일 |           |
| 해군대신     | 15   | 사이토 마코토       |      | 남작·해군중장 | 1908년 7월 14일 ~ 1911년 8월 30일 |           |
| 사법대신     | 15   | 오카베 나가모토     |      | 자작          | 1908년 7월 14일 ~ 1911년 8월 30일 |           |
| 문부대신     | 21   | 고마쓰바라 에이타로 |      | 중의원의원    | 1908년 7월 14일 ~ 1911년 8월 30일 |           |
| 농상무대신   | 22   | 오우라 가네다케     |      | 자작          | 1908년 7월 14일 ~ 1911년 8월 30일 |           |
| 체신대신     | 18   | 고토 신페이         |      | 남작          | 1908년 7월 14일 ~ 1911년 8월 30일 |           |

### 기타
| 직책         | 대수 | 성명              | 성명 | 주요 경력 | 재직 기간                         | 비고 |
| ------------ | ---- | ----------------- | ---- | --------- | --------------------------------- | ---- |
| 내각서기관장 | 15   | 시바타 가몬       |      |           | 1908년 7월 14일 ~ 1911년 8월 30일 |      |
| 법제국장관   | 12   | 야스히로 반이치로 |      |           | 1908년 7월 14일 ~ 1911년 8월 30일 |      |

## 같이 보기
- 게이엔 시대